# 이상동맹
이상동맹(理想同盟, 핀란드어: Ihanneliitto 이하넬리토[*])은 핀란드의 사회민주주의 청소년단체다. 핀란드 사회민주당 및 그 여성부문인 핀란드 사회민주여성동맹이 운영했다.
1902년 12월 16일 헬싱키 위리외 가의 노동자 센터에서 결성되었다. 이상동맹의 설립자들은 주일학교의 부르주아적 교육을 비판했으며, 이를 대체하여 노동운동에 합치되는 청소년 조직을 만들기로 하여 이상동맹을 결성했다. 실제 활동은 1903년 1월부터 시작되었다.
오스카르 메리칸토가 작곡, 라우리 소이니가 작사한 "이상동맹 행진곡"(Ihanneliiton marssi, 1903년 곡)을 상징곡으로 사용했다. 모토는 "빛과 자유로의 길"이었다. 1912년 1월 11일 러시아 제국 당국에게 불온단체로 찍혀 해산당했다. 1917년 후신 격인 노동자조직청년동맹이 만들어졌다.
당대 초등교사들은 이상동맹이 아이들에게 좌익정치와 반종교 성향을 선동시킨다고 매우 부정적으로 보았다.